# 香菜とあゆみのまよらじ
『香菜とあゆみのまよらじ』（かなとあゆみのまよらじ）は、御形屋はるか原作の漫画『ぽてまよ』とそのアニメ版をフィーチャーしたインターネットラジオ番組である。

## パーソナリティ
- 花澤香菜（ぽてまよ役）
- 辻あゆみ（ぐちゅ子役）

## 配信概要
- 配信期間：2007年6月29日 - 2008年3月28日
- 配信サイト：公式ホームページ・ランティスウェブラジオ・BEAT☆Net Radio!
- 配信日：毎週金曜日

## コーナー
- こんなん出ました (月1回)
- すにゃおになれ！！ (隔週)
- ぐちゅ子が斬る！！ (隔週)
- ぽてぐちゅ劇場 (隔週)

## 終了コーナー
- 先輩100人できるかなっ (隔週)
- ぽてぽてまよまよ

## ゲスト
- 御形屋はるか (#14・15・39)
- 野中郷壱 (『コミックハイ!』編集長、#15)
- 喜多村英梨 (#20・21)
- 川澄綾子 (#22・23)

## CD
この番組の特別版を収録した『「香菜とあゆみのまよらじ」はみでCD』が、アニメDVD第1巻のキャンペーン実施店での予約特典として配布された。ゲストとして喜多村英梨、川澄綾子、甲斐田裕子が出演した。